# Bijbelvertaler van 1360
De Bijbelvertaler van 1360 is de noodnaam voor de schrijver die de eerste  Middelnederlandse vertaling van de Bijbel produceerde, de zogenaamde Hernse Bijbel. Men neemt vandaag algemeen aan dat het een monnik was uit de tweede helft van de 14e eeuw, uit het kartuizerklooster van Herne. Vandaar dat men hem ook de Hernse Bijbelvertaler noemt. 
De Bijbelvertaler was een zeer productief man, zijn oeuvre was tweemaal zo groot als dat van Jacob van Maerlant, volgens een ruwe schatting bedroeg het in totaal een kleine vijfduizend bladzijden of ongeveer twee miljoen woorden. Het is de grootste productie van een hand die we kennen uit de middeleeuwse literatuur. De Bijbelvertaler deed er ongeveer vijfendertig jaar over om dit kolossale oeuvre uit het Latijn te vertalen. Hij vertaalde de klassiekers uit de kloosterbibliotheek en schreef uitsluitend prozateksten in het Middelnederlands.

## Identificatie
De Bijbelvertaler van 1360 werd in 2003 door Mikel Kors vereenzelvigd met Petrus Naghel die prior was van het kartuizerklooster van Herne van 1366 tot 1369. Kors werd in zijn identificatie gevolgd door een reeks andere wetenschappers die het 'waarschijnlijk' of 'mogelijk' vonden. Volgens een aantal wetenschappers zijn er echter onvoldoende argumenten om de "Bijbelvertaler van 1360" met Petrus Naghel te identificeren onder meer Th. Mertens in 2008, E. Kwakkel in 2010 en Frits van Oostrom in 2013. Theo Coun vereenzelvigde deze vertaler met de zogenaamde Necrologium-kopiist, de monnik die in de periode van de vertalingen ook het dodenboek bijhield. Deze hypothese was al in 2002 geformuleerd door Erik Kwakkel. De eminente neerlandicus Frits van Oostrom betoogt dat de Bijbelvertaler van 1360 klaarblijkelijk zelf anoniem wenste te blijven, want hoewel hij de opdrachtgevers, zijn manier van werken en de data waarop zijn werken klaar waren omstandig documenteerde, vermeldde hij nooit zijn naam. En daar lijkt het voorlopig bij te blijven.

## Werken
In de periode van 1357 tot ten laatste in 1395 vertaalde de Bijbelvertaler van 1360 zestien werken uit de christelijke Latijnse literatuur naar het Middelnederlands.
Gulden legende (Legenda Aurea), 9 januari 1357.
Het eerste werk dat de vertaler onder handen nam was de Legenda Aurea van Jacobus de Voragine, een canonieke verzameling van heiligenlevens, een standaardwerk in de Roomse kerk. Van de Latijnse versie zijn meer dan duizend handschriften bewaard van voor 1500. De Bijbelvertaler was de tweede schrijver die de vertaling ter hand nam, misschien omdat de eerste vertaling uit de 13e eeuw zo stuntelig was en bovendien onvoltooid was gebleven. Zoals bij een aantal andere werken vertaalde hij deze Gulden legende waarschijnlijk op vraag van een aantal lezers. Het exemplaar dat bewaard wordt in de Koninklijke Bibliotheek van België in Brussel als Ms. 15140 telt 405 folia of 810 pagina's. Dit geeft een idee van de omvang van het werk dat de vertaler begonnen was.
Historiebijbel, 1360-1361
Het tweede project van onze anonymus was nog een stuk ambitieuzer. Hij begon aan de vertaling van de historische boeken van het Oude Testament. Gedurende eeuwen was de versie van de Bijbel van de hand van Hiëronymus, de zogenaamde Vulgaat, alleen beschikbaar geweest in het Latijn, de vadertaal. Vertaling in het vernaculair, de moedertaal, werd aanzien als een vulgarisering van de tekst, in pejoratieve zin, en bovendien stelden de theologen zich de vraag of het wel kon om de Bijbel in handen te geven van de leken, zonder de levensnoodzakelijke begeleiding door de geestelijkheid. De Bijbelvertaler begon dus niet alleen aan een immense taak, maar stelde zich bloot aan de kritiek van de conservatieve geestelijkheid. De vertaling van de Bijbel werd volgens de proloog van de Bijbelvertaler, gerealiseerd op vraag van de Brusselse patriciër Jan Taye.
Deze Historiebijbel werd gerealiseerd in twee delen, met in het eerste deel, dat klaar was op 12 juni 1360, de Pentateuch, Jozua, Richteren, Ruth, I en II Samuel, I en II Koningen, Tobias en Daniël in een vertaling naar de Vulgaat en Ezechiël en Habakuk in een vertaling naar Comestors Historia Scholastica.
Het tweede deel afgewerkt op 23 juni 1361 bevatte de Bijbelboeken Judith, Ezra, Nehemia, Esther, I Makkabeeën en II Makkabeeën. Ook hier was de Vulgaat de bron, behalve voor Ezra en Nehemia die op de Historia Scholastica waren gebaseerd. Daarnaast bevatte dit deel ook de stof van het Nieuwe Testament met de evangeliën en de Handelingen van de Apostelen, maar de vier evangeliën waren samengevoegd tot één verhaal over het leven van Christus, een zogenaamde evangelieharmonie. In dit deel werden ook een prozabewerking van een deel van Alexanders jeesten en een ontrijmde versie van Die wrake van Jheruzalem  van Jacob van Maerlant in de tekst tussengevoegd.
Op aandringen van Jan Taye leverde de Bijbelvertaler nog een bijkomend werk dat ca. 1363 afgewerkt was. Het bevatte de vertaling van Spreuken, Prediker, het Hooglied, De wijsheid van Salomo en Jezus Sirach (Ecclesiasticus). Waarschijnlijk vertaalde hij in dezelfde periode het boek Job en de Psalmen.
Alle Bijbelvertalingen werden door de vertaler uitgebreid van glossen voorzien die voornamelijk uit de Historia Scholastica geput werden. Maar hij droeg er zorg voor om de glossen apart te houden van de Bijbeltekst: ze werden rood omrand en terzijde van de hoofdtekst geplaatst. De vertaler specificeerde trouwens dat dit in eventuele kopieën van zijn werk die markering van de glossen moesten overgenomen worden.
Regel van Benedictus, 13 januari 1373
Nadat hij de Bijbelvertaling voor Jan Taye tot een goed einde had gebracht ging de Bijbelvertaler van 1360 aan de slag voor een ander publiek. Op vraag van Lodewijk Thonijs, een Brusselse bankier en waarschijnlijk een bekende van Jan Taye, vertaalde hij voor diens zus Maria Thonijs, de regel van Benedictus. Maria Thonijs was benedictines in de Abdij van Vorst.
De preken van paus Gregorius de Grote
Op kerstavond 1380 begon de Bijbelvertaler aan de vertaling van de Homiliae XL in evangelia (preken over het evangelie) door Gregorius geschreven omstreeks 590. Het werk was afgerond bij de vasten van 1381.
Collationes patrum van Johannes Cassianus, 5 januari 1383
Daarna waren de Collationes van Johannes Cassianus aan de beurt, een reeks verhandelingen over het ascetische leven in de vorm van dialogen met woestijnvaders in Egypte, opgetekend omstreeks 400. Deze vertaling was opnieuw op vraag van Lodewijk Thonijs en vermoedelijk met dezelfde bestemmelinge, zijn zus Maria en haar medezusters. De vertaling was klaar op 5 januari 1383.
Vaderboec
In dezelfde sfeer hoort de vertaling van het Vitas patrem thuis, een tekst uit de 5e eeuw een grote verzameling van levensverhalen en citaten van de woestijnvaders, monniken en ascetisch levende vrouwen uit de eerste eeuwen van het christendom. We weten niet precies wanneer deze vertaling tot stand kwam, maar mogelijk was het in diezelfde periode.
Der vader collacien
Dit werk met spreuken en gezegdes van de woestijnvaders die werden verzameld en te boek gesteld door de pausen Pelagius I en Johannes III in de late 6e eeuw, is bekend als de Apophtegmate patrum.
Bijbelboeken, profeten, vóór en ca. 1384
Ondertussen was blijkbaar Jan Taye weer op de proppen gekomen met de vraag om de Bijbelvertaling af te werken en dus ook de grote profetische boeken van Jesaja, Jeremia en Ezechiël te behandelen. Onze vertaler heeft dit uiteindelijk toch ter hand genomen en de vertaling aangevat. Hiermee was hij de eerste in Europa die nagenoeg de ganse Bijbel naar een vernaculaire taal had vertaald.
Bonaventura Lignum vitae en Stimulus amorís maíor
Ondanks het feit dat hij stilaan oud en ziek was, volgens zijn eigen getuigenis in de proloog, werkte hij verder aan zijn vertalingen. Op 2 augustus 1386 werkte hij de Lignum vitae af en 
de Stimulus amorís maíor was klaar op 1 maart 1387. Het zijn opnieuw werken in de monastieke sfeer die handelen over bidden, mediteren en het ascetische leven.
Libri IV Dialogorum de vita et míraculis patrum italicorum van Gregorius de Grote (1388),
Dit is waarschijnlijk de laatste vertaling van de hand van de Bijbelvertaler van 1360. Het colofon vermeldt als einddatum 4 november 1388 en in de proloog laat hij weten dat hij bijna blind was en ziek van de ouderdom. Dit werk lag hem nauw aan het hart, het zijn verhalen over de grote figuren in de christelijke geschiedenis, in de vorm van dialogen te boek gesteld door Gregorius I omstreeks 594.
Overige werken
Naast de werken die hierboven in chronologisch overzicht werden besproken zijn er nog een aantal kleinere werken die door K. De Bundel aan de vertaler werden toegeschreven namelijk:
- In laudibus virginis matris  (Homiliae IV super Missus est angelus Gabriel) van Bernardus van Clairvaux
- Instructío pie vivendi et superna meditandí (Hore dochter),
- pseudo-Augustinus en pseudo-Beda in Brussel K .B. 1805-08
- Compendium theologicae veritatís
- Manuale (Sente Augustijns waerde)
- Meditationes piissimae de cognitione humanae conditionis (vóór 1395)

## Vertaalmethode
De Hernse Bijbelvertaler hanteerde bij zijn vertaling van de bronteksten drie vertaalprincipes: soms vertaalt hij vrij letterlijk woord voor woord, terwijl hij daarnaast in andere stukken alleen de betekenisinhoud bewaart en de bron weergeeft in zijn eigen woorden. In andere stukken gebruikt hij beide vertaalmethodes door elkaar. Voor de teksten uit de Vulgaat, hield hij zich aan een precieze en woordgetrouwe vertaling, in zijn prologen, glossen en interpolaties werkt hij veel meer autonoom. De gebruikte techniek hing natuurlijk ook af van de voorliggende Latijnse tekst. Zo vertaalt hij de Collationes van Cassianus uten herde swaren ghewapenden Latine bijna woordelijk en volgt hij zeer nauwgezet de Latijnse constructies.  Voor de Bijbel zegt hij in zijn proloog te streven naar verstaanbare taal (na den seden van onsen lande), wat hij doet door uitvoerige glossen toe te voegen bij moeilijke passages, maar ook door zich hier en daar niet aan een te  letterlijke vertaling te houden om op die wijze een goed leesbare Nederlandse tekst te creëren. De Bijbelvertaler is wel steeds zeer omzichtig geweest met zijn vertalingen omdat hij zich terdege bewust was van de kritiek die hij mocht verwachten van een deel van de geestelijkheid, die het maar zeer matig kon appreciëren dat 'hun' heilige boeken beschikbaar kwamen voor de leken. Uit de prologen bij de opeenvolgende vertalingen blijkt zeer duidelijk dat de kritiek op zijn werk allengs luider werd, maar hij heeft zijn tegenstanders, de 'becnaghers', steeds ferm van antwoord gediend.

## Betekenis
De Bijbelvertaler was de eerste in Europa die een vertaling van de volledige Bijbel, op de brieven uit het Nieuwe Testament en de Openbaring van Johannes na, tot stand bracht. In het Duitse taalgebied is er geen vergelijkbaar project te bespeuren en in Frankrijk is er alleen de Bible Historiale van Guyart des Moulins van het einde van de 13e eeuw, maar dat was een zuivere Historiebijbel zonder de boeken van de profeten. Eigenlijk was er alleen in het Engelse taalgebied een gelijkaardig initiatief met de Bijbelvertaling van John Wyclif die tot stand kwam van 1382 tot 1395 in het kader van de kerkhervormingen die Wyclif voorstelde en waarvoor hij veroordeeld werd. De drijvende kracht achter beide projecten was een publiek van leken die de Bijbel zelf in de volkstaal wilden lezen. De Bijbelvertaler was als literator zeker niet revolutionair in de stof die hij behandelde, het waren grotendeels werken van meer dan duizend jaar oud, maar wel in het feit dat hij deze teksten beschikbaar maakte voor een nieuw publiek van leken en nonnen. Hij werd waarschijnlijk gedreven door zijn onvrede over de gang van zaken in zijn tijd. Dat hij vooruit liep op die tijd wordt geïllustreerd door de receptie van zijn werk: het aantal overgeleverde kopieën van zijn Bijbelvertaling uit de 14e eeuw is betrekkelijk klein, maar hij breekt duidelijk door in de 15e eeuw. Zijn Gulden Legende daarentegen was een succes van bij het begin. Het exemplaar van het Sint-Janshospitaal in Brugge dateert van 1358. De Bijbelvertaling maakt, vooral na 1430, een steile opgang mee, in het bijzonder in de Noordelijke Nederlanden, dankzij de promotie door de Moderne Devotie. Ook de prachtig verluchte Utrechtse Bijbels, waarvan meer dan twintig sets van tweedelige exemplaren bewaard zijn gebleven, zijn gebaseerd op de tekst van onze Bijbelvertaler en uiteindelijk zou de tekst in 1477 dienen als basistekst voor de Delftse Bijbel, het eerste in Nederland gedrukte Nederlandstalige boek.
* De eerste editie van de Vorstermanbijbel uit 1528 werd gepresenteerd als een nieuwe geautoriseerde rechtzinnige katholieke Bijbelvertaling. Deze editie bevatte feitelijk echter nogal wat eerder gepubliceerd Middelnederlands materiaal uit het tijdperk van voor de Reformatie als ook veel uit reformatorische kringen. In latere edities waren al essentiële reformatorische passages verdwenen en sloot het aanzienlijk meer aan op de tekst van de Vulgaat.  